# Fortalesa del Portalet
La fortalesa del Portalet (Hortalessa deu Portalet en occità, Fort du Portalet en francès) és un fort de muntanya pirinenc situat al departament francès dels Pirineus Atlàntics, al municipi d'Eth Saut. Construit sobre un penya-segat que controla el pas de la Gave d'Aspa i el camí del Mâture (una via de 1 200 mètres tallada a la roca) tenia la funció de protegir la carretera que duia al Somport. Se'l coneix per haver estat el lloc de detenció de polítics contraris a l'ocupació alemanya durant el règim de Vichy i, després de la guerra, per haver estat la presó del mariscal Petain durant uns mesos.
El 2005 va ser declarat monument històric i és obert per a visites.

## Geografia
La fortalesa es troba a una altitud d'entre 700 i 800 m dins del límits administratius de la comuna d'Eth Saut, prop de la frontera d'Urdòs i Bòrça. Està construïda al marge dret de la Gave d'Aspa, a la confluència amb el rierol de Sescoet, en un pendent pronunciat orientat a oest-nord-oest. S'hi accedeix mitjançant un pont que travessa la gave i un camí sinuós. Aquest pont es troba a uns tres quilòmetres aigües amunt del centre de Eth Saut, a dos quilòmetres aigües avall del centre d'Urdòs i a setze quilòmetres del coll de Somport.
A la part inferior de la fortalesa hi ha una caserna i un pavelló de dos nivells. Per sobre hi ha un fortí format per tres baluards equipats amb una desena de bateries per a canons. Aquests baluards protegeixen el camí vers l'altiplà de Roglan i el camí del Mâture. Unes galeries excavades a la roca, merletades o amb troneres, cobreixen la ruta que baixa d'Urdòs i el coll del Somport.

## Història
La seva construcció va començar el 22 de juliol de 1842, per ordre del rei Lluís Felip. La fortalesa va substituir l'antic post situat a la carretera imperial que es trobava a 100 m al nord. En aquell moment, era imprescindible construir fortificacions per controlar la carretera de Somport, en prevenció d'una eventual guerra amb el regne d'Espanya. Les obres es van realitzar en un entorn dur (treballs encimbellats, clima...) i es van allargar fins al 1870. El fort pren el nom de l'antic peatge medieval de la vall d'Aspa, el Portalet. que es trobava 100 metres més avall.

### De 1871 a 1945

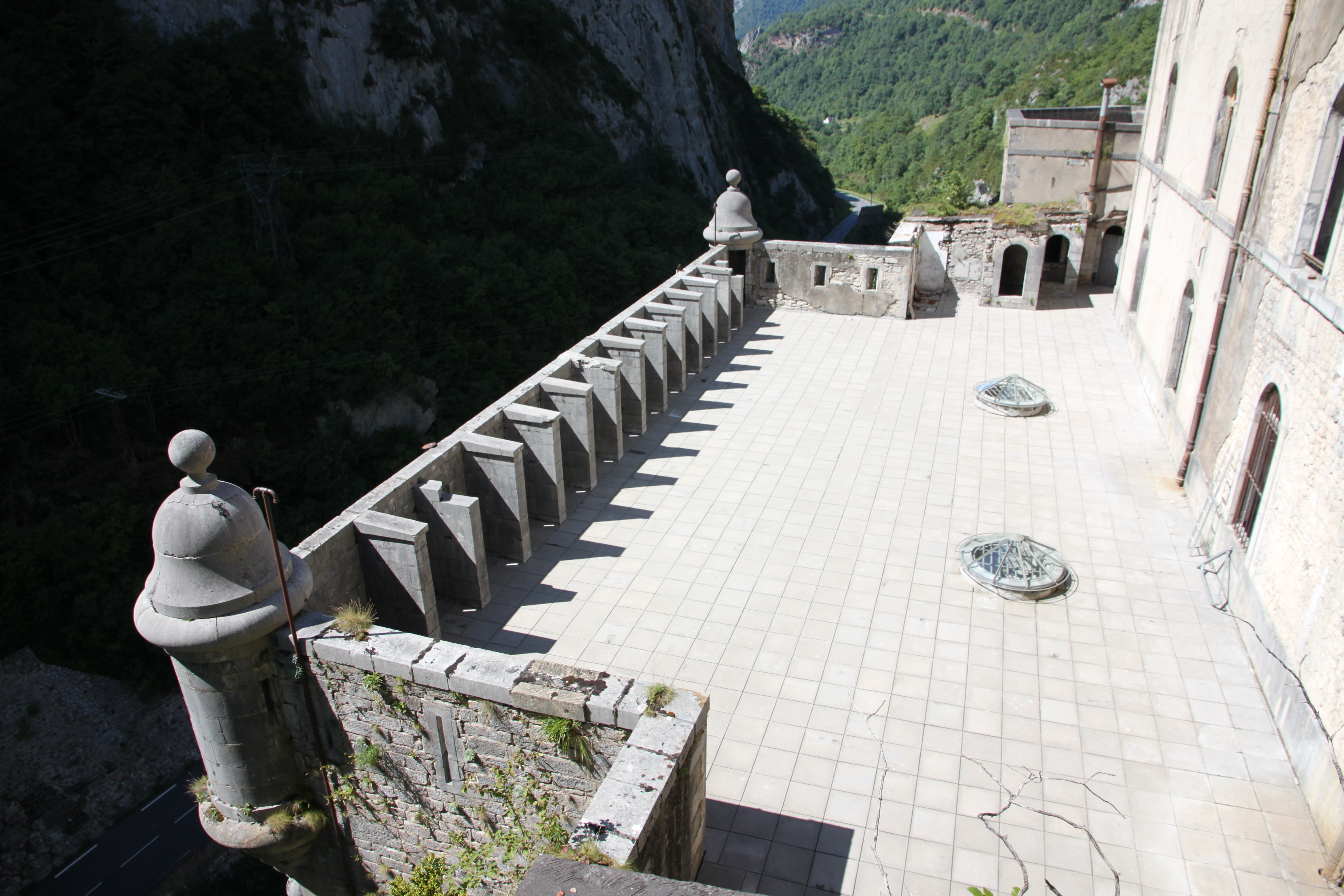
Una de les terrasses de la fortalesa.

El fort va ser dissenyat per acollir a 400 homes, capaços de suportar un setge d'almenys una setmana. Entre els anys 1871 i el 1925 el va ocupar el 18è Regiment d'Infanteria de Pau. Aquell any l'exèrcit el va abandonar i va arrendar l'espai a un campament d'estiu fins al 1939.
Sota el règim de Vichy, entre els anys 1941 i 1943, va servir de presó política per a personalitats de la Tercera República, com ara Daladier, Reynaud, Blum, Mandel o el General Gamelin que seran enviats a Alemanya després de l'ocupació de la zona lliure. La fortalesa va allotjar llavors una guarnició alemanya fins al 1944, quan els maquisards el van ocupar..
El mariscal Pétain va ser detingut a la fortalesa del Portalet tres mesos després del seu judici, del 15 d'agost de 1945 fins al seu trasllat a la fortalesa de la Île d'Yeu el 16 de novembre de 1945.

### De 1945 als nostres dies
Després de la guerra, el 18è Regiment d'Infanteria va tornar a ocupar la fortalesa fins al 1952. Finalment el fort va ser oficialment desmilitaritzat pel Ministeri de Defensa el 1962 i un particular el va comprar en una subhasta el 1966 per 171 000 francs. Tanmateix els projectes immobiliaris d'aquest particular no van tirar endavant i va caure en estat d'abandonament. El 1999 el va comprar la Comunitat de comunes de la vall d'Aspa. El 2006 es van realitzar treballs d'eliminació de males herbes, així com de restauració de les teulades i terrasses per preservar el lloc de les infiltracions d'aigua.
Està catalogat com a monument històric des del 30 de novembre de 2005 amb la següent motivació: "presenta des del punt de vista de la història i l'art un interès públic perquè és una de les defenses més reeixides de totes les fortificacions que hi ha als Pirineus, i constitueix una fita important en la història de les fortificacions del segle xix i que encaixen excepcionalment en el seu entorn paisatgístic.

## Turisme
L'oficina de turisme i l'ecomuseu de la vall d'Aspa organitzen visites guiades a la fortalesa del Portalet. Aquestes visites es reserven a l'oficina de turisme situada a Bedós.